# Johannes van Koetsveld van Ankeren
Johannes van Koetsveld van Ankeren (Delft, 18 februari 1778 - Assen, 1 februari 1851) was een Nederlands burgemeester.
Van Koetsveld was een zoon van Michiel Adriaan van Koetsveld en Maria van Ankeren. In 1799 voegde hij de achternaam van zijn moeder aan de zijne toe. Hij studeerde rechten en werd vervolgens secretaris van Delfland (1803-1806). Vanaf 1806 was hij hoofdofficier van Schoonhoven en baljuw van het Land van Blois. Hij was lid van de Provinciale Staten van Zuid-Holland. Van 1816 tot 1838 was hij burgemeester van Schoonhoven. In dat laatste jaar verhuisde hij naar Assen, waar hij officier van justitie werd. Hij zou deze functie tot zijn overlijden uitoefenen.
Van Koetsveld schreef onder meer gedichten en gaf diverse publicaties uit. Bij het bezoek van koning Willem II aan Assen in 1842, droeg hij een gedicht voor. Hij schreef ook een verslag over seriemoordenares Hendrikje Doelen, die in 1847 een half uur met de strop om de nek te kijk werd gezet op het schavot van Assen.

## Publicaties
- "Crimineel Wetboek met Onderrigtingen en Formulieren...", in Vaderlandsche letteroefeningen (1813)
- Ontrouw uit Eerzucht, Onrust en Vertwijfeling of de Kracht van het Geweten  (1833), toneelspel in vier bedrijven
- Handleiding voor voogden en toeziend voogden, volgens het Nederlandsch Wetboek (1839)
- Hendrikje Geerts Meilofs Doelen, weduwe van Aaldert Mulder: een proeve van merkwaardige strafregterlijke procedure in zake van vergiftiging (1847)